# ظبية (مناخة)

تعديل مصدري - تعديل

ظبية هي إحدى قرى عزلة بني إسماعيل بمديرية مناخة التابعة لمحافظة صنعاء، بلغ تعداد سكانها 289 نسمة حسب تعداد اليمن لعام 2004.